# Гольсте
Гольсте (нім. Holste) — громада в Німеччині, розташована в землі Нижня Саксонія. Входить до складу району Остергольц. Складова частина об'єднання громад Гамберген.
Площа — 35,34 км2. Населення становить 1399 ос. (станом на 31 грудня 2021).